# 平愛梨
平 愛梨（たいら あいり、1984年12月12日 - ）は、日本のタレント、女優。本名は長友 愛梨（ながとも あいり、旧姓：平）。兵庫県神戸市生まれ、兵庫県明石市出身。ライジングプロダクション所属。夫はプロサッカー選手の長友佑都。2017年以降、長友の所属チームの関係でイタリア、トルコ、フランスに在住経験を持つ。愛称は、ピラりん。

## 経歴
- 北豊島高等学校（通信制）卒業。
- 1999年、歌手の安室奈美恵に憧れ、毎日放送のオーディション番組『チャンスの殿堂!』のISSAの妹役オーディションに応募[5]。8,000人の応募の中からグランプリを受賞し、芸能界デビュー[6]。
- 2008年、映画『20世紀少年』のヒロインのカンナ役に、3,000人の中からオーディションで抜擢された。同映画のオーディションに合格しなければ芸能界引退を考えており、後悔しないようにと腰まで伸ばしていた髪を40cm以上切り落とし、原作のカンナと同じ髪型にしてオーディションに挑んだ。長い下積みを経て手にした大役に「選んでくれて本当に感謝、感謝です」と、感泣した[6]。
- 2011年3月28日スタートの『ヒルナンデス!』の木曜日レギュラーに抜擢された[7]。
- 2011年10月1日から『もしもツアーズ』の2代目ツアーガイドを担当することになった。
- 2012年4月27日から5月29日まで上演の『BOB（ボブ）』で舞台デビューを果たした。
- 2016年6月、長友と真剣交際をし、記者会見場で長友が発した「（平は）僕のアモーレですね、イタリア語で愛する人という意味です」という発言が瞬く間に世間で話題を呼び、この「アモーレ」という言葉が2016年の流行語トップ10の中に選ばれた[8]。
- 2016年12月24日、長友との婚約会見を行い、翌2017年1月29日に結婚することを発表した[9]。同時に結婚後は長友の所属先であるイタリアに移住し、活動を一時休止することも明かした[10]。なお、この結婚のプロポーズをスタディオ・ジュゼッペ・メアッツァ（サンシーロ）で行なったため、海外のメディアにもこの二人の結婚が報道された[11][12]。
- 2017年1月29日、長友との婚姻届を提出[13]。2月4日、全ての仕事の終了を報告した[14]。2月12日放送の日本テレビ『スクール革命!』が一時休止前最後のテレビ出演となった[15][注 1]。6月24日、東京都内のホテルで挙式・披露宴を行った[16]。
- 2017年9月2日、第1子妊娠を報告[17]。翌2018年2月5日、男児の出産を報告した[18]。
- 2019年3月15日、第2子妊娠を報告[19]。8月13日、長友が第2子誕生を報告[20]。
- 2021年4月22日、第3子男児を出産、長友がTwitter（現：X）で報告[21][22]。
- 2023年2月6日、第4子妊娠を報告[23]。4月22日、第4子男児を出産、長友がInstagramで報告[24][25]。

## 人物

### 家族
- 6人兄弟姉妹の長女で、兄2人（5歳上と2歳上）、弟2人、妹1人がいる。弟（三男）は平慶翔、妹は平祐奈[26]。
- 妹の祐奈が生まれた時は、東京で活動している時期で親元を離れていた[27]。慶翔と祐奈の間にも一般人の弟がいる。
- 母は女の子が関西弁で話すことを嫌っており、兵庫県出身だが家庭内では関西弁禁止で標準語で話していた[28]。また、14歳で東京都に引っ越ししている[29]。そのため、基本的に会話は標準語である。

### 趣味・特技
- クラシックバレエ、ピアノ、琉球舞踊を中心にダンスを得意としている[6]。

### 交友関係
- 芸能界で仲の良い友達は三瓶[30]。後に結婚することとなった長友と知り合ったのも、元々は三瓶から紹介されたのがきっかけである[31]。
- 天野会の一員で、Folder5AKINAとも仲が良く、彼女からビビる大木に惚れた事を相談されて、天野ひろゆきと共に後押しをしている事が、天野会の動画対談で公開されている。
- 上戸彩は『3年B組金八先生6』で共演したときから20年来の友人関係にある[32]。

### エピソード
- 学生時代は修学旅行には一度も行ったことがない[15]。また、その他の学校行事にも参加しなかったことを告白している[33]。
- 前述の通り売れるまでの期間は長かったが、アルバイトなど一般の仕事の経験はない[34]。
- 自身は女優業が好きではなく、していたのは事務所の方針であり、一番は歌や踊りがしたいと発言したことがある[35][36]。さらに、後のネットの投稿では衣装合わせが嫌いだったことを告白している[37]。
- 『東野・岡村の旅猿 プライベートでごめんなさい…』や『1億人の大質問!?笑ってコラえて!』に出演した時にはロケに行くのが嫌で泣き出したことがある[35][38]。また、『ダウンタウンなう』では内田裕也に対して「もっとシワクチャのお爺さんかなって思ってました」と発言して内田を本気で怒らせたことがあり[39]、他の特番の生放送ではセロのマジックをばらしたこともある[40][41][42]。『行列のできる法律相談所』出演時には、三瓶を「親友のブタ」呼ばわりして視聴者が嫌悪感を抱いたとアサジョは報道している[43]。

## 出演
主演作は、作品名と役名を太字で表記。

### 映画
- ドリームメーカー（1999年10月23日、東映） - 杉浦あい 役
- ダブルス（2001年4月21日、オメガ・ミコット） - カズミ 役
- 棒たおし!（2003年3月21日、東京テアトル / パル企画） - 紺野小百合 役
- 笑う大天使（ミカエル）（2006年7月15日、アルバトロス・フィルム） - 更科柚子 役
- 20世紀少年（東宝） - カンナ（遠藤カンナ） 役
  - <第1章>終わりの始まり（2008年8月30日）
  - <第2章>最後の希望（2009年1月31日）
  - <最終章>ぼくらの旗（2009年8月29日）
- タナトス（2011年9月10日、ユナイテッド・エンタテインメント） - 酒井千尋 役
- からっぽ（2012年6月16日、ガフ） - シーナ 役
- ヘルタースケルター（2012年7月14日、アスミック・エース） - マコ 役
- ジャックと天空の巨人（2013年3月22日、ワーナー・ブラザース映画） - イザベル（吹替） 役[44]
- 摂氏100℃の微熱（2015年1月24日、よしもとクリエイティブ・エージェンシー） - 江崎千波 役[45]
- 呪怨 -ザ・ファイナル-（2015年6月20日、ショウゲート） - 生野麻衣 役[46]
- サブイボマスク（2016年6月11日、東映） - 雪 役[47]

### テレビドラマ
- 3年B組金八先生（TBS） - 笹岡あかね 役
  - 第6シリーズ（2001年10月11日 - 2002年3月28日）
  - 第7シリーズ 第11話（2005年1月7日）
    - 弟も7期生で出演しているが、役上は無関係で、6期と7期の兄弟は笠井が該当。

  - ファイナル〜「最後の贈る言葉」4時間SP（2011年3月27日）
- 探偵家族（2002年7月13日 - 9月14日、日本テレビ） - 戸倉真帆 役
- ライオン先生（2003年10月13日 - 12月15日、讀賣テレビ放送） - 江成桃子 役
- 喰いタン2 第8話（2007年6月2日、日本テレビ） - 原田奈緒子 役
- 花ざかりの君たちへ〜イケメン♂パラダイス〜（2007年7月3日 - 9月18日、フジテレビ） - 阿部野エリカ 役
  - 花ざかりの君たちへ〜イケメン♂パラダイス〜卒業式&7と1/2話スペシャル（2008年10月12日）
- 20世紀少年（日本テレビ） - ヒロイン・遠藤カンナ 役
  - 〜もう一つの第1章〜（2009年1月30日）
  - 〜もう一つの第2章〜（2009年8月28日）
  - サーガ-第1夜-（2012年10月12日）
  - サーガ-第2夜-（2012年10月19日）
  - サーガ-第3夜-（2012年10月26日）
- リセット 第4話（2009年2月5日、読売テレビ） - 志村まどか 役
- 行列48時間（2009年10月16日 - 11月27日、NHK） - 沙也加 役
- 内田康夫旅情サスペンス 岡部警部シリーズ4（2009年11月27日、フジテレビ） - 一条万里子 役
- 万葉ラブストーリー 冬 「棚田のマレビト」（2010年3月19日、NHK奈良） - 宮本里香 役
- 天王寺ブロードウェー（2010年7月30日、NHK大阪） - 楠楓 役
- 獣医ドリトル 第3話（2010年10月31日、TBS） - 門田星奈 役
- ハンチョウ4〜神南署安積班〜 第9話（2011年6月6日、TBS） - 矢吹香織 役
- ピースボート-Piece Vote-（2011年7月4日 - 9月19日、日本テレビ） - 岩見サキ 役
- 謎解きはディナーのあとで 第8話（2011年12月6日、フジテレビ） - 木崎麻衣 役
- 最高の人生の終り方〜エンディングプランナー〜 第5話（2012年2月9日、TBS） - エリカ 役
- ボーイズ・オン・ザ・ラン（2012年7月6日 - 9月7日、テレビ朝日） - 大厳花 役
- 東京全力少女 第5 - 7話（2012年11月7日 - 21日、日本テレビ） - 尾崎亜紀 役
- お助け屋☆陣八 第1話（2013年1月10日、読売テレビ） - 大野真由美 役
- ママになりたい・・・（2013年4月24日、NHK BSプレミアム） - 主演・間下このみ 役[48]
- たべものがたり 彼女のこんだて帖 第11 - 13話（2013年5月26日 - 6月9日、NHK BSプレミアム） - 玉乃井珠希 役[49]
- 黒猫、ときどき花屋（2013年10月1日 - 11月19日、NHK BSプレミアム） - 日向清香 役[50]
- 東京バンドワゴン〜下町大家族物語（2013年10月12日 - 12月14日、日本テレビ） - 堀田亜美 役
- 警察大学校 日丸教授の事件ノート（2014年7月9日、テレビ東京） - 寺西杏子 役
- 棟居刑事の黒い祭（2015年3月14日、テレビ朝日） - 芦原涼香 役
- 検事・朝日奈耀子17（2016年4月9日、テレビ朝日） - 長澤結衣 役

### 舞台
- BOB（ボブ）（2012年4月27日 - 5月29日、東京グローブ座 / サンケイホールブリーゼ） - 田畑夏美 役
- LOVE LETTERS〜2012 22nd Anniversary〜（2012年9月21日、PARCO劇場） - メリッサ 役[注 2]

### webドラマ
- 10日間で運命の恋人をみつける方法（2014年4月20日 - 全6話、BeeTV） - 清瀬虹子 役[51]

### バラエティ番組
- ヒルナンデス!（2011年3月28日 - 2017年1月26日、日本テレビ） - 木曜日レギュラー[注 3]
- もしもツアーズ（2011年10月1日 - 2017年2月4日、フジテレビ） - 2代目ツアーガイド
- わたしのlife On（2011年10月2日 - 2013年9月29日、日本テレビ） - ナビゲーター兼ナレーション
- スクール革命!（2013年7月21日 - 2017年2月12日、日本テレビ） - J組メンバー（不定期出演）

### 音楽番組
- ザ・ミュージック〜その調べは神様からのギフト〜（2013年4月7日 - 9月29日、テレビ東京） - ナビゲーター

### CM
- 明治製菓 QUN（2000年2月 - 3月）
- ロート製薬
  - ロートZiリセ（2000年3月 - 10月）
  - キャンパスリップ（2001年）
- ハウス食品 六甲のおいしい水（2000年4月 - 7月）
- 学校法人大原学園（2004年 - 2006年）
- ASIAN2 「Country Road」（2007年8月 - 9月）
- スクウェア・エニックス ファイナルファンタジー・クリスタルクロニクル エコーズ・オブ・タイム（2009年1月）
- JAL（2009年6月）
- サントリー ジョッキのみごたえ辛口<生>（2010年2月 - 10月）[注 4]
- 興和 アノンコーワ（2010年9月）
- GLAY 「JUSTICE」 / 「GUILTY」（2013年1月）
- 金冠堂 キンカン（2013年4月 - 2016年）[52]
- 湖池屋 ポテのん（2013年8月 - 2014年）[53]
- セブン・カードサービス nanaco（2014年3月 - 2016年）
- 資生堂 （2014年4月 - 2016年）
  - ザ・コラーゲン ジュエルスパークリング（2014年4月 - ）
  - フェルゼア（2015年9月 - ）
- 日本マクドナルド 東京ローストビーフバーガー（2017年）
- 花王 メリット（2019年 - 2020年） - 夫・長友佑都と共演[54]
- ネピア Whito（2019年）
- シロク N organic（2022年8月 - 2023年）[55]
- coca 「coca、行こっか」篇（2024年10月18日 - ）※平祐奈と共演[56]

### MV
- LOOP CHILD 『もう一度、ただいまって聞きたくて』（2011年）

## 作品

### シングル
- Wish（2000年4月12日） - 明治製菓「QUN」CMソング

### ビデオ・DVD
- The 1st.（2005年2月25日、ライブドア）
- アイドル・ワン 平愛梨 あいりんく（2005年5月20日、ラインコミュニケーションズ）

## 書籍

### 写真集
- あい・たい（2005年2月、彩文館出版、撮影：可児保彦）ISBN 978-4775600658
- A（2013年9月27日、ワニブックス、撮影：渡辺達生）ISBN 978-4847045837
- ANOTHER ME（2016年9月25日、ワニブックス、撮影：大江麻貴）ISBN 978-4847048630[57]

## 受賞
- 第33回日本アカデミー賞 新人俳優賞（『20世紀少年 第2章 最後の希望』『20世紀少年 最終章 ぼくらの旗』）[58][59]